# Binburrum zapdos
Binburrum zapdos es una especie de coleóptero del género Binburrum. La especie es endémica del noreste de Queensland (Australia), donde comparte hábitat con otras dos especies de su mismo género: Binburrum moltres y Binburrum articuno.